# Klaus Reichert
Klaus Reichert (Hanau am Main, 3 giugno 1947) è un ex schermidore tedesco, vincitore di una medaglia d'oro ed una d'argento nella scherma ai giochi olimpici.